# マーズマトリックス
『マーズマトリックス』(MARS MATRIX)は、タクミコーポレーションが開発し、カプコンから2000年に発売されたシューティングゲーム。同年11月にはドリームキャストへの移植版が発売されている。
弾幕系シューティングゲームである本作は、この時期のシューティングゲームにあって珍しく、操作に必要なボタンは1つだけである。その1つのボタンで、ショット、貫通弾、モスキート（反射）、ボンバーの4つの武装を扱う。詳細は後述。
ポリゴンのプリレンダリングによるソリッドな2Dグラフィックと、硬派な世界観が描かれる。同社の『ギガウイング』とは、横画面縦スクロールシューティングであることや敵弾を吸収して攻撃するシステムなどの共通点が見られるが、ストーリーや設定上の繋がりは無い。

## ゲームシステム
レバーと1ボタンで操作するステージクリア型。敵機に接触してもミスにならない。
1トリガーF.C.S.
使用するボタンは1つだけだが、4つの攻撃方法が可能という独特の操作システムを持ち、これはこのゲームのハードルを高める要因の一つとなっている。「モスキート」と「G.H.B.」はG.H.B.ゲージを使用する。G.H.B.ゲージは時間とともに回復する。
通常ショット
ボタンを連射することで通常ショットを発射。下記の経験値でレベルアップ可。
ピアシングキャノン
ボタンを少しの間放してから押すことで、高威力かつ貫通力があり飛距離の短いショットを発射。
モスキート
『ギガウイング』のリフレクトフォースと同じく、敵弾を利用した攻防一体のシステム。
ボタンを押し続けるとバリアーを展開し、敵弾を一時的に吸い寄せる。吸い寄せられた敵弾は敵に対して攻撃判定を持つようになり、緩やかな速度で自機の移動に追従する。ボタンを離すと、敵弾は自身の攻撃として自機と反対の方向に発射される。G.H.B.ゲージが満タンの時のみ使用可能で、バリア展開中はゲージが減り続ける。モスキートを使用して反射した敵弾は後述のキューブに変化する。
G.H.B.ゲージが無くなるまでモスキートを展開すると、下記のG.H.B.が発動する。
G.H.B.（グラビティホールボンバー）
ボタンをG.H.B.ゲージが無くなるまで押し続けると、無敵状態で画面全体を攻撃するボンバーになる。使用後はG.H.B.が一定時間チャージされなくなる。
経験値
敵を破壊するとキューブという金色のアイテムが出現する。これを取得すると経験値を獲得し、通常ショットをパワーアップできる。キューブを一定時間内に連続で取り続けると、獲得できる経験値が増えてゆく。
経験値は得点の倍率も兼ねており、ギガウイング同様にスコア稼ぎの面白さを提示したゲーム性を持つ。ちなみにアーケード版では早い段階でカンストが達成され、DC版では桁が2つ増えている。

## ドリームキャスト版
カプコンから2000年11月9日に発売された。
主な変更点は、
- スコア桁数が2桁増えている。
- オリジナルオープニングムービーがついた。
- ショップシステムにより、やり込むほどに様々な要素が追加されていく。ショップの金額はプレイ中に回収したキューブで換算される。
- アレンジモードおよびスコアアタックモードが追加されている。両モードともショップシステムにより購入することによりプレイ可能になる。

など。
オプション設定で4つの攻撃ごとにボタンを振り分けられるようになったため、ある程度操作もしやすくなっている。

## サウンド
当時のゲームにしては斬新なミニマルで過激なテクノサウンドはタクミコーポレーションの上西泰史が音楽を手がけた。現在では廃盤となっているサウンドトラックには高額のプレミア価格がついている。